# HMS Sikh (F82)
Lo HMS Sikh (pennant number F82) fu un cacciatorpediniere della Royal Navy britannica appartenente alla classe Tribal, entrato in servizio nell'ottobre del 1938; attivo durante la seconda guerra mondiale, fu affondato dal fuoco di batterie costiere il 14 settembre 1942 al largo di Tobruch, in Libia, durante gli eventi relativi all'operazione Daffodil.

## Storia
Impostata nei cantieri della Alexander Stephen and Sons di Glasgow il 24 settembre 1936, la nave fu varata il 17 dicembre 1937 con il nome di Sikh in onore dell'omonimo gruppo etnico-religioso dell'India, seconda unità della Royal Navy a portare questo nome. Entrato in servizio il 12 ottobre 1938 (anche se il completamento vero e proprio non avvenne prima del 2 novembre seguente), fu assegnato alla 1st "Tribal" Destroyer Flotilla della Mediterranean Fleet e raggiunse la base di Malta il 12 dicembre successivo; durante la guerra civile spagnola svolse servizio di sorveglianza al largo delle coste iberiche per contrastare il contrabbando di armi, e il 21 marzo 1939 imbarcò alcuni rifugiati dal porto di Cartagena per portarli in salvo a Marsiglia dopo il crollo della Repubblica.
Allo scoppio della seconda guerra mondiale nel settembre del 1939, il Sikh fu brevemente inviato nel Mar Rosso per tenere sotto controllo la Somalia italiana, anche se in ottobre dovette ritornare ad Alessandria d'Egitto per riparazioni all'apparato motore. Il 26 dicembre 1939 la nave tornò in patria per essere impiegata nel settore del Mare del Nord come parte della 4th Destroyer Flotilla, svolgendo compiti di scorta per le unità della Home Fleet e pattugliamenti anti-sommergibili. Nell'aprile del 1940 la nave fu coinvolta negli eventi della campagna di Norvegia: appoggiò lo sbarco a Namsos e la successiva evacuazione dei reparti britannici oltre a svolgere altre operazioni minori, subendo spesso attacchi aerei ma uscendone indenne. Trasferito alla base di Scapa Flow, il cacciatorpediniere continuò a svolgere missioni di routine agli ordini della Home Fleet nelle acque di casa e operazioni di scorta ai convogli nell'Atlantico settentrionale; a metà ottobre del 1940, con i cacciatorpediniere HMS Maori e HMS Ashanti, condusse un'incursione contro il traffico costiero nemico al largo della Norvegia, mentre l'8 novembre seguente riportò danni leggeri a causa di una collisione con un rimorchiatore al largo di Rosyth.
Il 6 gennaio 1941 la nave subì gravi danni strutturali a seguito di una collisione con la gemella HMS Mashona durante un'uscita dal porto di Scapa Flow, rimanendo in cantiere per le riparazioni fino alla fine di marzo. Il 21 maggio 1941 il Sikh si aggregò come scorta al convoglio WS8B, ma il 26 maggio seguente fu distaccato insieme ad altre navi per partecipare alla caccia della nave da battaglia tedesca Bismarck nell'Atlantico del nord: con le altre unità della 4th Destroyer Flotilla, il Sikh fu infine testimone dell'affondamento della corazzata il giorno seguente. Continuò a svolgere compiti di scorta ai convogli in Atlantico fino al 19 luglio 1941, quando fu trasferito a Gibilterra per tornare a operare nel settore del Mediterraneo come parte della 14th Destroyer Flotilla della Force H: svolse compiti di scorta ai convogli per Malta prima di rientrare in patria il 18 agosto seguente per lavori di riparazione di routine.
Tornato a Gibilterra il 7 ottobre 1941, il Sikh continuò con le operazioni di scorta alle unità maggiori della Force H. Il 13 dicembre 1941 partecipò alla battaglia di Capo Bon, contribuendo all'affondamento degli incrociatori leggeri italiani Alberto di Giussano e Alberico da Barbiano al largo delle coste tunisine insieme ai cacciatorpediniere britannici HMS Maori e HMS Legion e all'olandese Hr. Ms. Isaac Sweers; pochi giorni dopo, il 17 dicembre, la nave prese parte anche alla prima battaglia della Sirte, senza riportare danni. Nei mesi seguenti continuò con le operazioni di scorta ai convogli per Malta e ai pattugliamenti in lungo e in largo per il Mediterraneo: il 14 febbraio 1942 sfuggì all'attacco del sommergibile italiano Topazio, mentre il 22 marzo partecipò alla seconda battaglia della Sirte riportando alcuni danni leggeri a causa di colpi di artiglieria caduti nelle vicinanze; tra il 12 e il 16 giugno 1942 la nave partecipò all'operazione Vigorous, un tentativo di rifornire Malta poi sfociato nella battaglia di mezzo giugno, subendo vari attacchi aerei ma senza riportare danni. Il 4 agosto 1942 contribuì, insieme ad altre unità, all'affondamento del sommergibile tedesco U-372 a sud-ovest di Haifa, mentre tra l'11 e il 13 agosto seguenti prese parte a una missione diversiva per coprire una nuova operazione di rifornimento di Malta, poi sfociata nella battaglia di mezzo agosto.
All'inizio di settembre il Sikh fu selezionato per partecipare all'operazione Agreement, una grande azione di sabotaggio di basi e depositi delle forze italo-tedesche in Libia da parte delle forze speciali britanniche: in particolare, la nave doveva prendere parte all'operazione Daffodil, un massiccio attacco contro l'importante porto di Tobruch. Nella notte tra il 12 e il 13 settembre 1942, l'azione ebbe inizio; verso le 05:50 del 14 settembre il Sikh si posizionò per permettere ai reparti di Royal Marines che imbarcava di prendere terra, ma fu inquadrato da un riflettore e preso di mira dalle batterie costiere: la nave fu immediatamente raggiunta da un colpo da 88 mm che esplose nella sala macchine danneggiando i motori, mentre un secondo centrò un deposito di munizioni secondario appiccando un incendio che uccise o ferì parecchi dei Marines presenti in coperta e ne intrappolò altri nei ponti inferiori. Il Sikh prese a girare in tondo alla velocità di 10 nodi, mentre un terzo colpo di artiglieria distrusse il telemetro per il controllo del fuoco; il comandante della nave, capitano Micklethwait, ordinò di fermare i motori e richiese che il cacciatorpediniere HMS Zulu prendesse a rimorchio il Sikh, ma mentre ciò era in corso un quarto colpo centrò nuovamente il battello facendo esplodere un altro deposito delle munizioni, uccidendo diversi membri dell'equipaggio e rinvigorendo gli incendi a bordo.
I tentativi dello Zulu di prendere a rimorchio il Sikh e di stendere una cortina fumogena a sua protezione fallirono, ed entrambe le navi furono colpite più volte dall'artiglieria italo-tedesca, ora avvantaggiata anche dal sorgere del sole; con la nave ormai condannata, il capitano Micklethwait ordinò allo Zulu di allontanarsi e attivò le cariche per l'autoaffondamento prima di ordinare l'abbandono della nave. Il Sikh affondò lentamente, ancora bersagliato dall'artiglieria, nella posizione 32°05' N, 24°00' E; tutti i superstiti dell'equipaggio raggiunsero la terraferma libica e furono fatti prigionieri dagli italo-tedeschi.